# Mondo Italiano
Mondo Italiano è stata una rivista mensile argentina in lingua italiana fondata e diretta da Josè Emilio Teruel (1936-2005) nel 1988 a Buenos Aires. L'ultimo numero venne pubblicato nel 1996.